# J'imagine
Albums de Valentina
Plus loin qu’un rêve (Edition de Noël)
(2021)
Singles de Valentina
Y'a pas que les grands qui rêvent
(2021)
Clip vidéo
[vidéo] « J'imagine », sur YouTube
Chansons représentant la France au Concours Eurovision de la chanson junior
Bim bam toi
(2019) Tic Tac
(2021)
Pistes de Plus loin qu'un rêve
Y’a pas que les grands qui rêvent Ne partez pas sans moi
J'imagine est une chanson française interprétée par Valentina, extraite de l'album Plus loin qu'un rêve. C'est la chanson gagnante du Concours Eurovision de la chanson junior 2020. Elle permet d'accéder à une première victoire de la France dans ce concours.

## Genèse et composition
La musique et les paroles sont d'Igit et Barbara Pravi, les auteurs de Bim bam toi, le titre ayant représenté la France au Concours Eurovision de la chanson junior 2019.
La chanson traite de l'isolement et de la séparation causés par le confinement et les mesures de distanciation physique dues à la pandémie de Covid-19.
Alexandra Redde-Amiel, directrice des divertissements et variétés de France Télévisions et chef de la délégation française à l'Eurovision junior 2020, a décrit cette chanson comme « un morceau pétillant, très positif qui va nous permettre de nous imaginer dans un monde de demain plein de joie et de vie ».

## Clip musical
Le clip a été tourné à Orléanset habillé avec des vêtements et des accessoires de billieblush (une marque pour enfants).

## Historique de l'annonce et de la sortie
Le 9 octobre 2020 , France Télévisions annonce avoir sélectionné Valentina avec une chanson nommé J'imagine pour représenter la France au Concours Eurovision de la chanson junior organisé à Varsovie (Pologne) le 29 novembre,.
Selon Alexandra Redde-Amiel (la directrice des divertissements et variétés de France Télévisions), Valentina et sa chanson ont été choisies parmi une vingtaine de candidats: « On a eu une vingtaine de propositions, soit des chansons seules, soit des chansons portées par un artiste. Mais Valentina est arrivée avec ses petits yeux brillants et son message optimiste. On a eu un coup de cœur, c’était évident. »
Le 16 octobre, la chanson sort en single. Le clip vidéo est dévoilé le même jour,.

## Victoire à l'Eurovision junior
Le 29 novembre, Valentina remporte l'Eurovision junior avec 200 points, devant les candidats du Kazakhstan (152 points) et de l'Espagne (133 points). C'est la première victoire de la France au concours.

## Liste des titres
| 1. | j´imagine (Junior Eurovision 2020 / France) | Igit, Barbara Pravi | 3:00 |
| 2. | j´imagine (édition noël)                    |                     | 3:10 |